# X/Open
X/Open Company, Ltd. — консорциум, основанный европейскими поставщиками UNIX в 1984 году для создания и продвижения открытых стандартов в сфере информационных технологий. Начальной целью было определение единой спецификации операционных систем, производных от UNIX, для облегчения портирования программного обеспечения. Первыми членами организации были Bull, ICS, Siemens, Olivetti и Nixdorf — иногда эта группа называлась BISON. Вскоре к ним присоединились Philips и Ericsson, после чего было придумано название X/Open.
Группа публиковала свои спецификации под названием X/Open Portability Guide (или XPG). Версия 1 описывала общие системные интерфейсы и была опубликована через год после создания группы. Версия 2 появилась в 1987 году и описывала интернационализацию, межпроцессорное взаимодействие, языки программирования Си, Кобол, Фортран и Паскаль, а также интерфейсы для SQL и ISAM.
Стандарт XPG3 последовал в 1988 году, его основной задачей стала приближённость к спецификации POSIX.
Последняя версия XPG, X/Open Portability Guide Issue 4 (известная также как Common Applications Environment Specification Issue 4 (CAE4)), была опубликована в июле 1992 года. Single UNIX Specification основывалась на стандарте XPG4.
К 1990 году группа состояла из 21 членов: к первоначальным членам присоединились Nokia из Европы; AT&T, DEC, Unisys, Hewlett-Packard, IBM, NCR, Sun Microsystems, Prime Computer, Apollo Computer из Северной Америки; Fujitsu, Hitachi, и NEC; а также Open Software Foundation и Unix International.
X/Open управляла торговым знаком UNIX с 1993 по 1996 год, когда она объединилась с Open Software Foundation, образовав The Open Group.